# Lenny (zpěvačka)
Lenny (vlastním jménem Lenka Filipová, * 25. září 1993 Praha) je česká zpěvačka, písničkářka, hudební skladatelka, textařka a klavíristka.

## Život
Lenka Filipová se narodila 25. září 1993 v Praze do umělecké rodiny folkové zpěvačky a kytaristky Lenky Filipové a architekta Borise Drbala. Její dědeček byl divadelní a televizní herec Adolf Filip.
Ve čtyřech letech začala hrát na klavír a od šesti do deseti let docházela do umělecké školy, kde studovala hru na klavír; zároveň navštěvovala jazykovou školu, kde se naučila plynule anglicky. Ve škole hrála v dramatickém kroužku a zpívala ve sborech. Později přešla na sólový zpěv doprovázený hrou na klavír. Komponovala melodie a poté k nim přidávala i text. V jedenácti letech složila svou první píseň. V šestnácti začala hrát s kapelou a doprovázet svou matku na jejích turné po Evropě, Austrálii, Americe a Kanadě, když jí vypadl klavírista; ve stejném období se také zúčastnila americké mezinárodní písničkářské soutěže International Songwriting Competition, kde se se svou skladbou „You're My Everything“ dostala až do semifinále.
Na jaře 2013 odmaturovala na anglicko-českém gymnáziu AMAZON. Od října 2013 studovala na hudební škole British and Irish Modern Music Institute v Londýně tříletý obor skladba (songwriter). Studia úspěšně dokončila v roce 2016 s titulem bakalář.
V roce 2018 se objevila ve výběru osobností „30 pod 30“ magazínu Forbes, které podle něj „mění svět okolo sebe“.
V roce 2023 získala cenu Anděl za sólovou interpretku roku.

## Hudební kariéra
V roce 2013 podepsala smlouvu s hudebním vydavatelstvím Universal Music a 24. června téhož roku vydala své první EP s názvem All My Love se čtyřmi skladbami, z toho třemi autorskými písněmi. Původní skladbu „All My Love“ totiž zpívá australská kapela Dallas Frasca. Své druhé EP s názvem Fighter vydala 6. prosince, původně však plánovala vydat své debutové album. EP obsahuje celkem pět skladeb, z nichž dvě jsou coververze; jedná se o „I'm Ready“ od Bryana Adamse a „Am I Wrong“ od Keb' Mo'. Roku 2013 také získala ocenění Objev roku v anketě Anděl, a v témže roce byla nominovaná na Objev roku v anketě Český Slavík Mattoni.
V září 2016 vyšlo její debutové studiové album Hearts (česky „srdce“ pl.). V rámci něj Lenny vyjela na klubové turné Hearts Tour 2016, které se konalo od 30. září do 30. října. Díky jeho úspěchu bylo v prosinci téhož roku oznámeno jeho pokračování. To bylo, jako Hearts Tour 2017, zahájeno 3. března a skončilo 25. března. Za toto album získala nominaci na Cenu Apollo. V roce 2016 byla též nominována v kategorii Zpěvačka na hudební cenu Žebřík a v celkem čtyřech kategoriích na cenu Anděl. Z těchto čtyř nominací proměnila všechny, a to v kategoriích Album roku (Hearts), Skladba roku (Hell.o), Zpěvačka roku a Videoklip roku (Hell.o). Krom hlavních cen také převzala žánrového Anděla v kategorii Rock & Pop.
Úspěch se skladbou „Hell.o“ slavila rovněž v Itálii, kde se 12. února 2017 představila v tamní talk show Che tempo che fa. V červnu téhož roku se skladbou vystoupila jako host na 11. ročníku hudebních cen Wind Music Awards ve Veroně.
V červnu 2017 podepsala globální smlouvu s německým koncernem hudebního vydavatelství Universal Music Group, pod nímž současně pro tamní trh vydala remix písně „Hello.o“ od amerického dua Fancy Cars. 20. února 2018 dělala předskokanku britské soulové zpěvačce Emeli Sandé při jejím koncertu v pražské O₂ areně; krom písní ze svého debutového alba během vystoupení představila i novinku „Maneater“ z chystané druhé desky. Prvním singlem, který na zmiňovaném druhém albu vyšel, byla píseň „Enemy“ reflektující soupeření v hudební branži. Singl byl vydán 20. dubna a díky podpisu globální smlouvy s německým vydavatelstvím byl krom českého uveden i na celoevropský trh. Při příležitosti uvedení singlu Lenny rovněž oznámila, že během svého plánovaného podzimního turné vystoupí v celkem čtyřech českých městech: Hradci Králové, Ostravě, Brně a Praze.
V roce 2021 nazpívala s matkou Lenkou Filipovou píseň úvodní znělky seriálu Kukačky s názvem „Samotní nejsme nic“. Jedná se o první píseň v českém jazyce, kterou Lenny nazpívala.
Počátkem září 2022 jí vyšlo rockové album Heartbreak Culture (česky „kultura zármutku“), třetí v pořadí; nahrála je převážně v časech covidu.
Lenny měla 1.10.2024 speciální koncert, na kterém zazpívala spolu se svou kapelou a symfonickým orchestrem Unique Orchestra v Obecním domě v Praze. Na podzim 2025 připravila turné po celé republice (LENNY & UNIQUE QUARTET TOUR 2025). 

## Diskografie

### Studiová alba
- Hearts (9. září 2016)
- Weird&Wonderful (22. května 2020)
- Heartbreak Culture (2022)

### EP
- All My Love (2013)
- Fighter (2013)

### Singly
- „All of This“ (2014)
- „Bones“ (2015)
- „Standing at the Corner of Your Heart“ (2016)
- „Hell.o“ (2016)
- „My Love“ (2016)
- „Enemy“ (2018)
- „Home“ (2018)
- „Lovers Do“ (2019)
- „Figure It Out“ (2020)
- „Wake Up“ (2020)
- „Samotní nejsme nic“ (2021) – s Lenkou Filipovou
- „live. laugh. cry“ (2022)
- „No. 1“ (2023)